# Elecciones presidenciales de Seychelles de 2001
Las elecciones presidenciales de Seychelles de 2001 tuvieron lugar en septiembre del mencionado año con el objetivo de elegir al presidente de la república para el período 2001-2006. Fueron las terceras elecciones desde la instauración del multipartidismo, y fueron adelantadas dos años por el gobierno de France-Albert René, del Frente Progresista del Pueblo de Seychelles (FPPS), siendo las primeras elecciones en realizarse en desfase con las elecciones parlamentarias para la Asamblea Nacional. France-Albert se presentó a la reelección para un quinto mandato. Sus únicos oponentes serían Wavel Ramkalawan, del Partido Nacional de Seychelles, y el candidato independiente Phillipe Boullé, ambos líderes históricos de la oposición desde 1991.
En última instancia France-Albert, gobernante desde 1977, resultó reelegido con el 54.19% de los votos, y una amplia decaída con respecto a los anteriores comicios, en los que había logrado dos tercios de los sufragios. Ramkalawan multiplicó varias veces su resultado de la anterior elección, polarizando los comicios casi al completo con un 44.95%, mientras que Boullé solo obtuvo los 434 votos restantes. La participación electoral fue del 85.25%. El resultado fue muy divisivo geográficamente, France-Albert triunfó en casi todas las islas aledañas y en el sur de la principal, mientras que Ramkalawan se impuso en la mayoría de los distritos norte de la isla principal. Este porcentaje marcó el mayor desafío electoral para el oficialismo en toda su historia.
France-Albert no pudo completar su mandato constitucional debido a que renunció el 14 de julio de 2004, dos años antes de finalizarlo, y entregando su cargo al hasta entonces vicepresidente James Michel, quien continuaría gobernando hasta 2016.

## Resultados
|  | 54.19 % |

|  | 44.95 % |

|  | 0.86 % |

|  | 98.23 % |

|  | 1.77 % |

|  | 100.00 % |

|  | 85.25 % |